# Orthopsylloides orthodactylus
Orthopsylloides orthodactylus är en loppart som beskrevs av Holland 1969. Orthopsylloides orthodactylus ingår i släktet Orthopsylloides och familjen Stivaliidae.

## Underarter
Arten delas in i följande underarter:
- O. o. orthodactylus
- O. o. owiensis